# Retheuil
Retheuil és un municipi francès situat al departament de l'Aisne i a la regió dels Alts de França. L'any 2007 tenia 373 habitants.

## Demografia

### Població
El 2007 la població de fet de Retheuil era de 373 persones. Hi havia 123 famílies de les quals 24 eren unipersonals (16 homes vivint sols i 8 dones vivint soles), 28 parelles sense fills, 63 parelles amb fills i 8 famílies monoparentals amb fills.
La població ha evolucionat segons el següent gràfic:
Habitants censats

### Habitatges
El 2007 hi havia 180 habitatges, 134 eren l'habitatge principal de la família, 34 eren segones residències i 12 estaven desocupats. 177 eren cases i 2 eren apartaments. Dels 134 habitatges principals, 117 estaven ocupats pels seus propietaris, 15 estaven llogats i ocupats pels llogaters i 3 estaven cedits a títol gratuït; 9 tenien dues cambres, 21 en tenien tres, 41 en tenien quatre i 64 en tenien cinc o més. 105 habitatges disposaven pel capbaix d'una plaça de pàrquing. A 44 habitatges hi havia un automòbil i a 83 n'hi havia dos o més.

### Piràmide de població
La piràmide de població per edats i sexe el 2009 era:
| Homes | Edats   | Dones |
| ----- | ------- | ----- |
| 0     | 95 o +  | 0     |
| 4     | 90 a 94 | 4     |
| 0     | 85 a 89 | 0     |
| 0     | 80 a 84 | 8     |
| 8     | 75 a 79 | 4     |
| 4     | 70 a 74 | 4     |
| 12    | 65 a 69 | 0     |
| 4     | 60 a 64 | 12    |
| 8     | 55 a 59 | 12    |
| 8     | 50 a 54 | 4     |
| 12    | 45 a 49 | 8     |
| 4     | 40 a 44 | 12    |
| 24    | 35 a 39 | 12    |
| 28    | 30 a 34 | 24    |
| 0     | 25 a 29 | 8     |
| 12    | 20 a 24 | 8     |
| 12    | 15 a 19 | 4     |
| 24    | 10 a 14 | 8     |
| 8     | 5 a 9   | 24    |
| 16    | 0 a 4   | 16    |

## Economia
El 2007 la població en edat de treballar era de 241 persones, 195 eren actives i 46 eren inactives. De les 195 persones actives 183 estaven ocupades (103 homes i 80 dones) i 12 estaven aturades (3 homes i 9 dones). De les 46 persones inactives 9 estaven jubilades, 19 estaven estudiant i 18 estaven classificades com a «altres inactius».

### Ingressos
El 2009 a Retheuil hi havia 132 unitats fiscals que integraven 378 persones, la mediana anual d'ingressos fiscals per persona era de 18.350 €.

### Activitats econòmiques
Dels 2 establiments que hi havia el 2007, 1 era d'una empresa de construcció i 1 d'una empresa d'informació i comunicació.
L'únic servei als particulars que hi havia el 2009 era una fusteria.
L'any 2000 a Retheuil hi havia 10 explotacions agrícoles que ocupaven un total de 635 hectàrees.

## Equipaments sanitaris i escolars
El 2009 hi havia una escola elemental integrada dins d'un grup escolar amb les comunes properes formant una escola dispersa.

## Poblacions més properes
El següent diagrama mostra les poblacions més properes.